# Nikola Šubić Zrinski

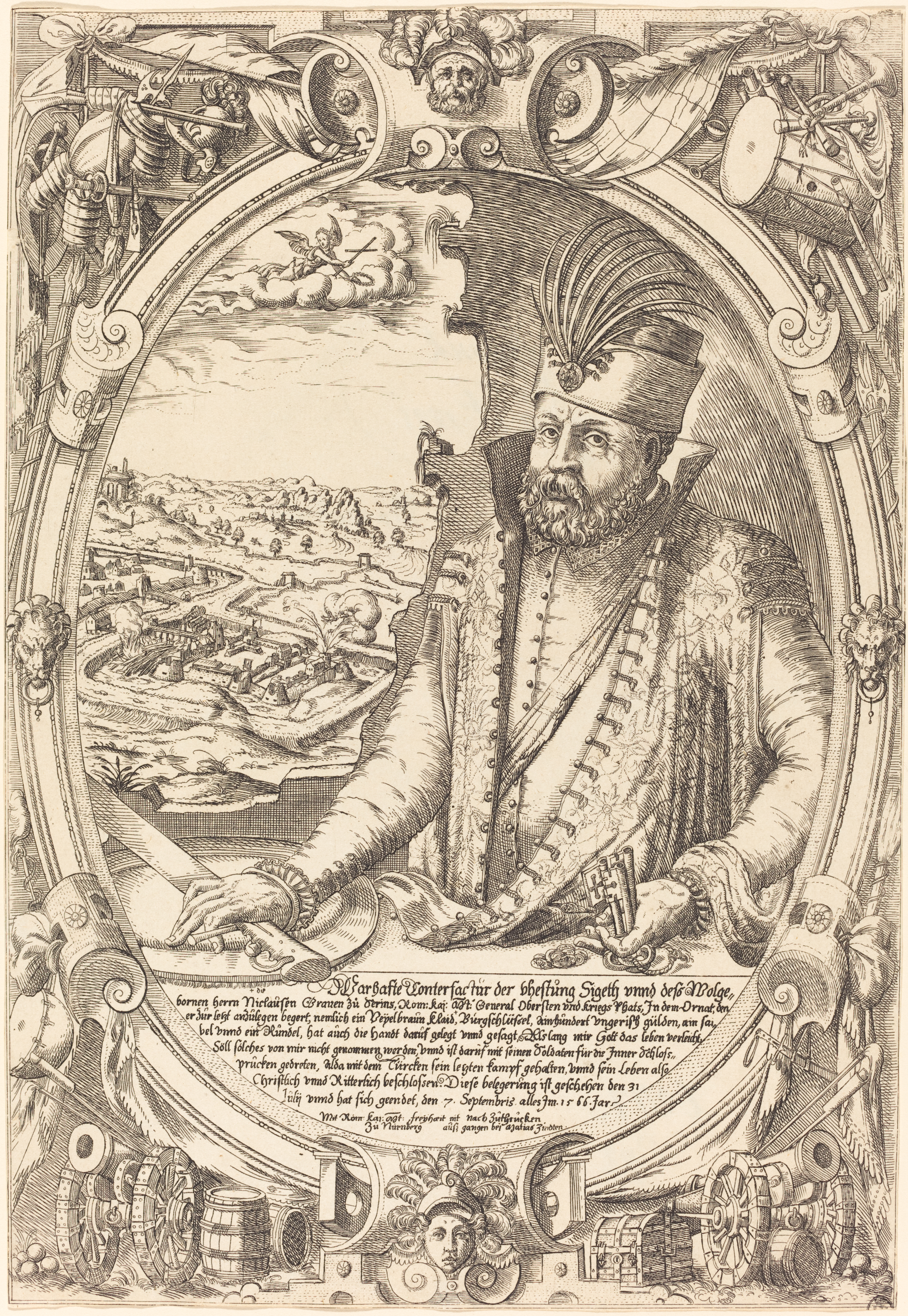
Nikola Šubić Zrinski

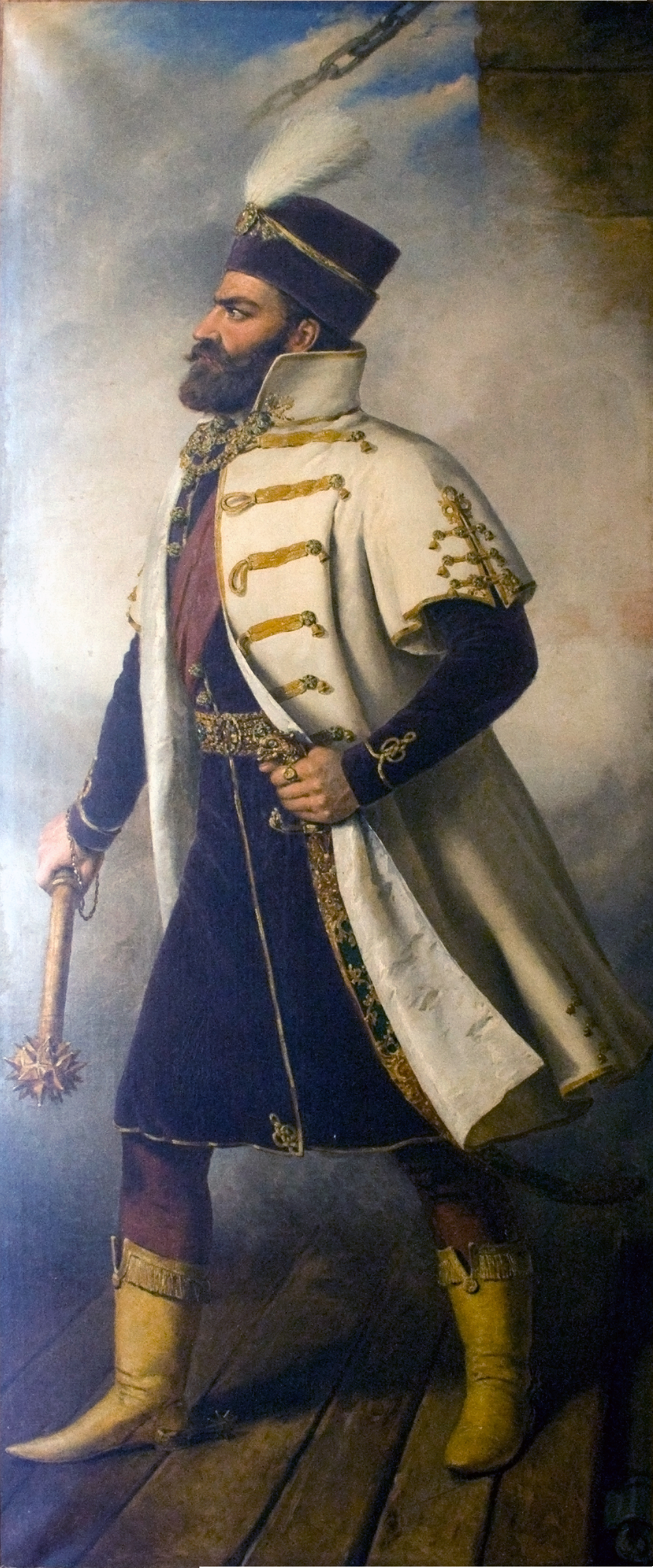
Nikola Šubić Zrinski, mal. Miklós Barabás (1842)

Nikola Šubić Zrinski (węg. Zrínyi IV. Miklós; ur. 1508 na zamku Zrin w dzisiejszej Chorwacji, zm. 7 września 1566 w Szigetvárze) – chorwacki szlachcic, generał w służbie monarchii Habsburgów, ban Chorwacji od 1542 do 1556 r. Chorwacki i węgierski bohater walk z Turkami.
Był synem Nikoli III Zrinskiego i Jeleny Karlović (Gusić), księżniczki Krbavy, siostry przyszłego bana Chorwacji Ivana Karlovicia. Już od najmłodszych lat brał udział w walkach z Turkami. W wieku 21 lat wyróżnił się w obronie Wiednia, za co został nagrodzony pięknym koniem i znaczną sumą pieniędzy. W 1542 r. na czele 400 koni chorwackiej jazdy uratował cesarską armię od niechybnej klęski pod Pesztem, co otwarło mu drogę do godności wicekróla (bana) Chorwacji.

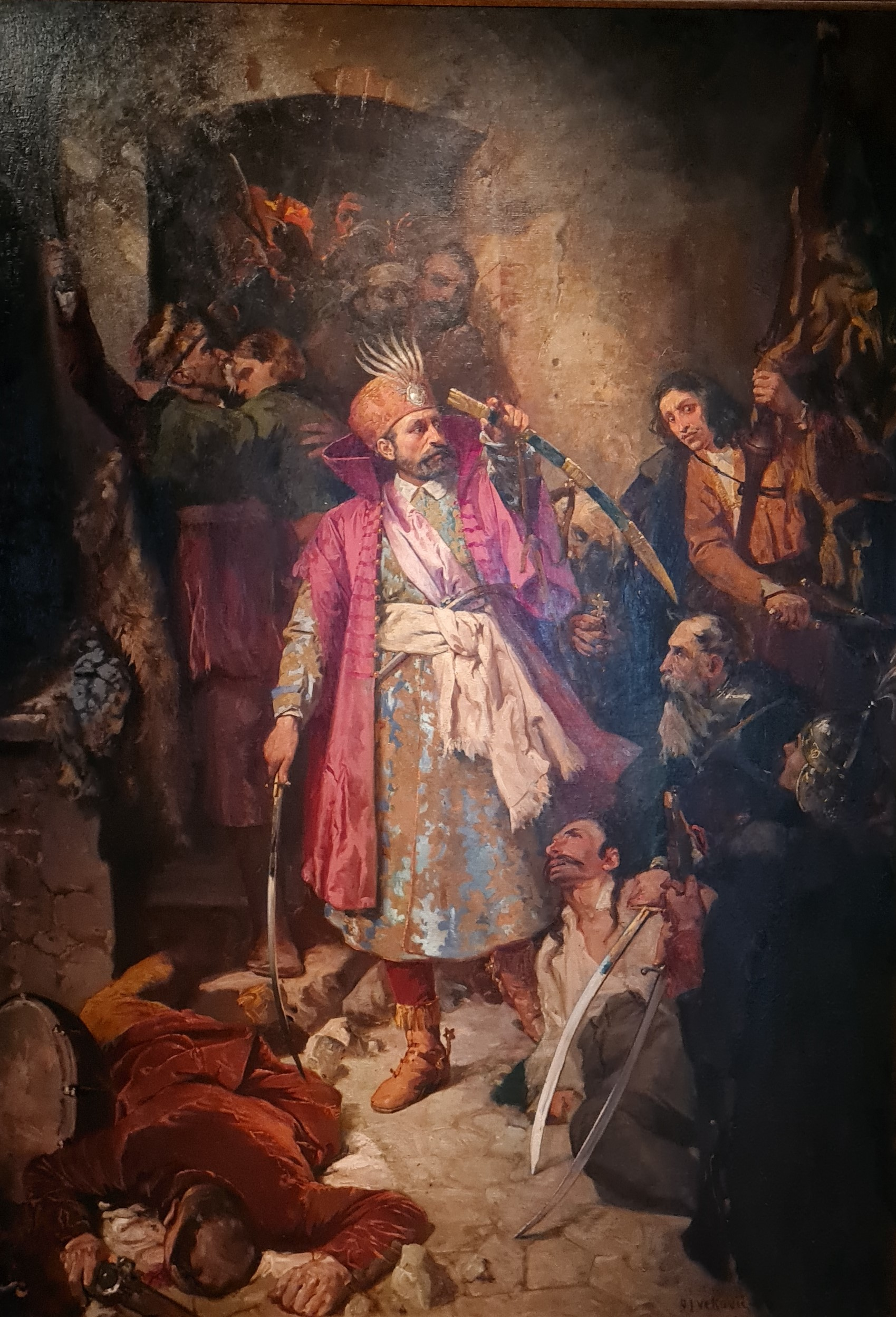
Nikola Šubić Zrinski, mal. Oton Iveković

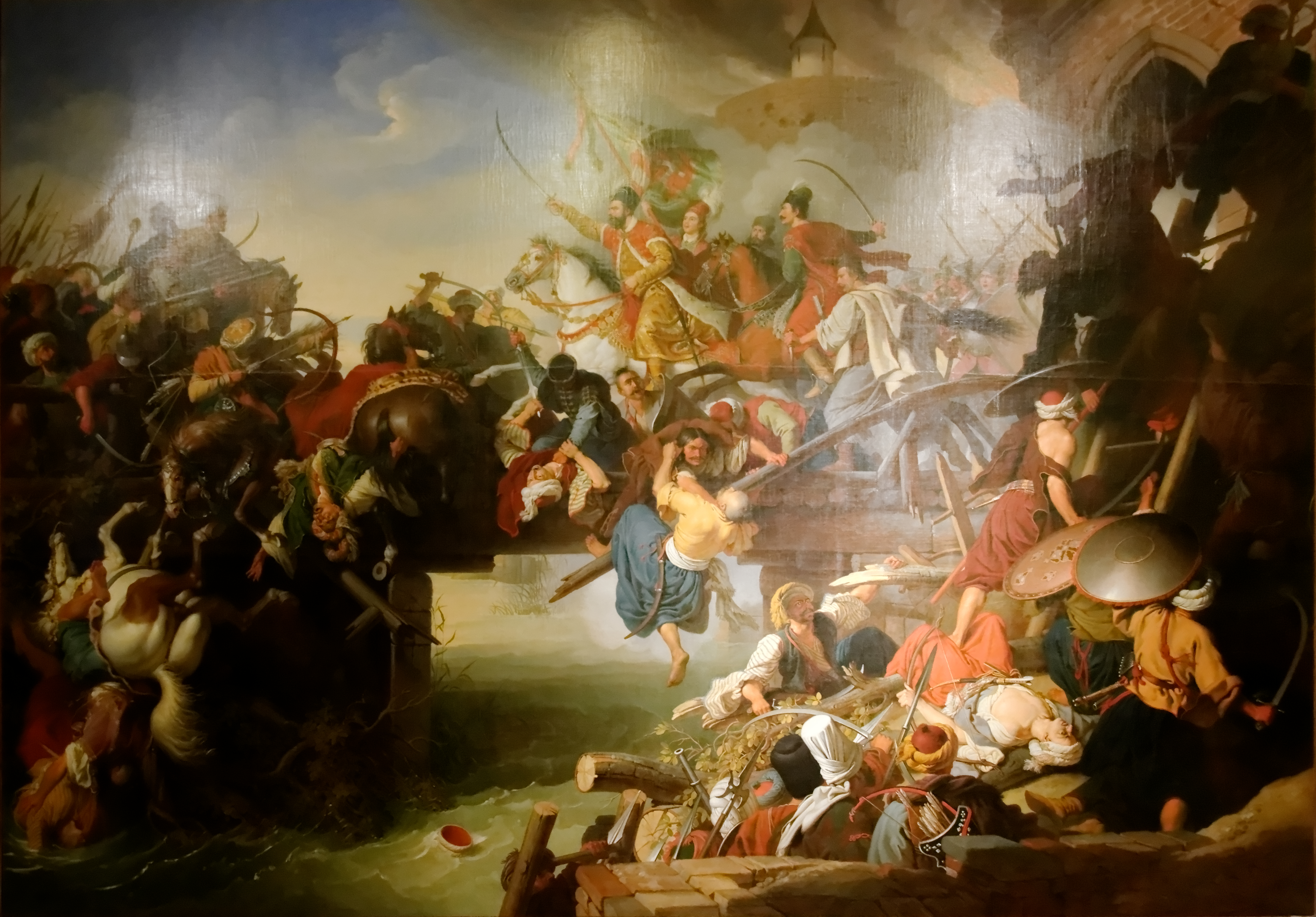
Szarża Nikoli Šubićia Zrinskiego w Szigetvárze, mal. Johann Peter Krafft (1825)

W 1543 r. ożenił się z Katarzyną Frankopan, córką Krzysztofa Frankopana (węg. Frangepán Kristóf), ostatniego bana Chorwacji, Slawonii i Dalmacji. Wśród kilkorga ich dzieci był Juraj IV Zrinski. Cesarz Ferdynand I Habsburg nadał mu rozległe włości w Chorwacji (m.in. zamek w Čakovcu) i na Węgrzech, dzięki czemu rodzina Zrinskich znalazła się wśród najprzedniejszych rodów magnackich królestwa.
W 1556 r. odniósł szereg zwycięstw w bitwach z siłami osmańskimi, których kulminacją była bitwa pod Babócsą.
W 1564 r. ożenił się ponownie z Ewą z Rožmberku, dziedziczką wielkiej fortuny czeskich Rosenbergów. Tuż po ślubie pospieszył ponownie na południe bronić granic przed Turkami, zadając im dotkliwe straty w bitwie pod Segedynem.
Od 5 sierpnia 1566 r. na czele zaledwie 2300 żołnierzy bronił twierdzy w Szigetvárze, oblężonej przez ponad 100-tysięczną armię turecką dowodzoną przez samego sułtana Sulejmana Wspaniałego. W dniu 5 września wojska tureckie zakończyły drążenie podkopu pod jeden z bastionów i odpaliły minę. Wybuch spowodował wyrwę w murach i zniszczył kilka budynków. Turcy nie podjęli jednak ataku, gdyż w tym samym dniu w swoim namiocie zmarł Sulejman Wspaniały. Zdeterminowany Zrinski, nie wiedząc o śmierci sułtana, na czele ostatnich 600 ludzi podjął próbę przebicia się przez pozycje tureckie. W samobójczym ataku poniósł śmierć, podobnie jak większość jego ludzi.
Był prapradziadkiem polityka i poety Nikoli Zrinskiego, jak i jego młodszego brata Petara Zrinskiego. Pierwszy z wymienionych uczynił go bohaterem swego wielkiego poematu epickiego, poświęconego obronie Szigetváru, opublikowanego w 1651 r. pt. Oblężenie Szigetváru (węg. Szigeti veszedelem, chorw. Opsada Sigeta).
Zarówno w Chorwacji, jak i na Węgrzech Nikola Šubić Zrinski jest uznawany za bohatera narodowego. Upamiętnia go m.in. konny posąg w Szigetvárze, a także obelisk w Parku Republiki oraz pozłacany pomnik w Čakovcu, gdzie został pochowany. Park w centrum stolicy Chorwacji, Zagrzebia, nosi jego imię (Trg Nikole Šubića Zrinskog). Jego postaci i oblężeniu Szigetváru poświęcona jest opera pt. Nikola Šubić Zrinski, skomponowana przez Ivana Zajca i wystawiona po raz pierwszy w Zagrzebiu w roku 1876. Order Nikoli Šubicia Zrinskiego (chorw. Red Nikole Šubića Zrinskog) jest jednym z najwyższych odznaczeń państwowych w Republice Chorwackiej.